# چک‌سینه‌سرخ بال‌خاکستری
چک‌سینه‌سرخ بال‌خاکستری یا مرگ‌نشان بال‌خاکستری (نام علمی: Sheppardia polioptera) پرنده‌ای از خانواده مگس‌گیران جهان قدیم (Muscicapidae) است. این گونه نخستین بار توسط Anton Reichenow در سال ۱۸۹۲ توصیف شد.
در آنگولا، بوروندی، کامرون، جمهوری آفریقای مرکزی، جمهوری دموکراتیک کنگو، ساحل عاج، گینه، کنیا، لیبریا، نیجریه، رواندا، سیرالئون، سودان جنوبی، تانزانیا، اوگاندا و زامبیا یافت می‌شود. زیستگاه‌های طبیعی آن جنگل‌های جلگه‌ای نمناک نیمه‌گرمسیری یا گرمسیری و جنگل‌های کوهستانی نمناک نیمه‌گرمسیری یا گرمسیری است.